# Adriana Martín
Adriana Martín Santamaría (La Puebla de Valverde, 7 novembre 1986) è una calciatrice spagnola, attaccante del Como 1907.
Ha indossato la maglia della nazionale spagnola tra il 2005 e il 2015, maturando 37 presenze e realizzando 33 reti, disputando l'Europeo di Germania 2013 al quale giunse ai quarti di finale.

## Palmarès

### Club
- Campionato spagnolo: 3

Espanyol: 2005-2006
Rayo Vallecano: 2009-2010, 2010-2011
- Campionato italiano di Serie B: 1

Lazio: 2020-2021
- Coppa della Regina: 2

Espanyol: 2006, 2009